# Ішханов Сергій Мартинович
Сергій Мартинович Ішханов (1904, місто Тифліс, тепер Тбілісі, Грузія — 26 грудня 1969, місто Тбілісі, Грузія) — радянський державний діяч, 2-й секретар Тбіліського міського комітету КП(б) Грузії, заступник голови Ради народних комісарів (Ради міністрів) Грузинської РСР. Депутат Верховної ради Грузинської РСР. Депутат Верховної Ради СРСР 1—3-го скликань.

## Життєпис
Народився в родині ремісника. До дванадцятирічного віку навчався в церковнопарафіяльній початковій школі. Два роки навчався в Тифліському третьому вищому початковому училищі. З 1916 року працював підручним у різних майстернях і магазинах Тифліса. У 1921 році вступив до комсомолу. Був розсильним у Тифліському міському революційному комітеті.
У 1922—1924 року працював кондуктором трамваю в Тифлісі. У 1924—1925 роках — секретар комсомольської організації Тифліського трамваю та картонажної фабрики.
Член ВКП(б) з 1925 року.
З 1925 по 1928 рік працював у Арсенальному районному комітеті ЛКСМ Грузії міста Тифліса.
У 1928—1929 роках — на відповідальній роботі в Тифліському міському комітеті ЛКСМ Грузії та завідувач відділу ЦК ЛКСМ Грузії. У 1929—1931 року — секретар ЦК ЛКСМ Грузії.
У березні 1931—1933 роках — 1-й секретар Ахалкалацького районного комітету КП(б) Грузії.
У 1933—1934 роках — 1-й секретар Агбулах-Мангліського районного комітету КП(б) Грузії.
З 1934 року — 1-й секретар районного комітету імені 26 комісарів КП(б) Грузії міста Тбілісі.
На 1935—1938 роки — 1-й секретар Кіровського районного комітету КП(б) Грузії міста Тбілісі.
З лютого 1938 до 16 грудня 1944 року — 2-й секретар Тбіліського міського комітету КП(б) Грузії.
13 грудня 1944 — 11 липня 1952 року — заступник голови Ради народних комісарів (з 1946 року — Ради міністрів) Грузинської РСР.
З 1954 року — постійний представник Ради міністрів Вірменської РСР при Раді міністрів СРСР. Працював на відповідальній роботі в організаціях Московської міської ради депутатів трудящих.
Потім — персональний пенсіонер союзного значення.
Помер 26 грудня 1969 року. 28 грудня 1969 року похований на тбіліському цвинтарі Сабуртало.

## Нагороди
- орден Леніна (24.02.1941)
- орден Вітчизняної війни І ст. (.02.1946)
- два ордени Трудового Червоного Прапора (24.11.1942,)
- орден Червоної Зірки (2.07.1945)
- медаль «За оборону Кавказу»
- медаль «За перемогу над Німеччиною у Великій Вітчизняній війні 1941—1945 рр.»
- медаль «За доблесну працю у Великій Вітчизняній війні 1941—1945 рр.»
- медалі